# Georg Friedrich Laurentius

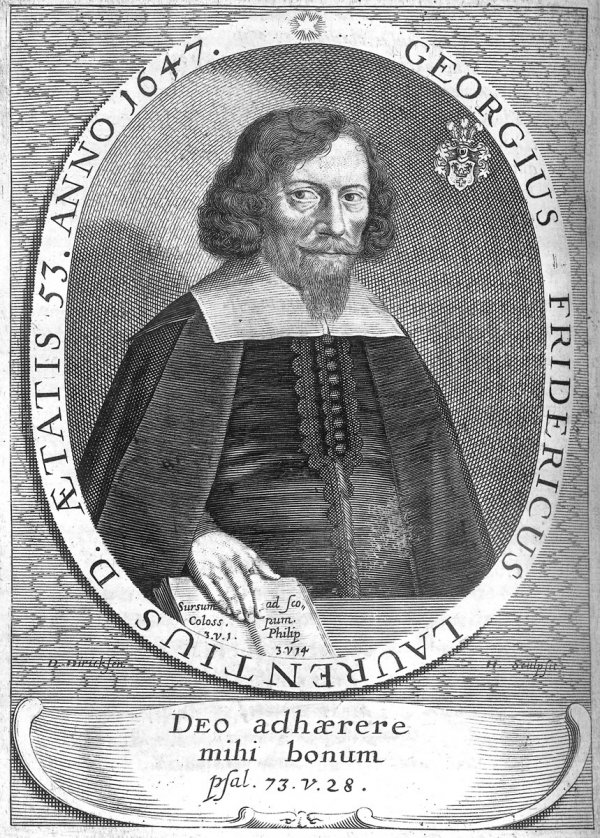
Georg Friedrich Laurentius (1647)

Georg Friedrich Laurentius (* 11. März 1594 in Lübben; † 1. Februar 1673 in Lübeck) war ein Arzt, Pharmazeut und Fachpublizist.

## Leben

### Familie
Es ist bekannt, dass der Vater von Georg Friedrich Laurentius Arzt war. Sein Name wird nicht genannt, dennoch sprechen die Indizien dafür, dass es sich um den Lübbener Arzt und Apotheker und nachmaligen Geistlichen Georg Laurentius († 1595) handelt. Johann Georg Laurentius, ein Bruder von Georg Friedrich war, nachdem er ebenfalls zunächst in Leipzig praktizierte, in den 30er Jahren des 17. Jahrhunderts Leibarzt beim Herzog von Holstein-Gottorf und nachmaliger Physikus von Lübeck.
Laurentius heiratet 1639 die Hamburger Kaufmannstochter Margarethe Arnson († 1650). Aus der Ehe ist mindestens ein Sohn hervorgegangen:
- Ewaldus Laurentius, Curator in Stade, ⚭ Gertrud Elisabeth Matthaei (1676–1694)[5]

### Werdegang
Laurentius besuchte 1611 das Gymnasium in Görlitz und studierte dann zunächst in Wittenberg, dann in Padua, wo er 1620 zum Dr. phil. et med. promoviert wurde. Danach ließ er sich in Danzig als praktizierender Arzt nieder. Kriegsbedingt verlässt er Danzig 1623 und begab sich zunächst nach Leipzig, von wo aus er sich aber aus gleichem Anlass 1632 schließlich in Hamburg niederließ. Noch im Jahr seiner Ankunft geriet er seinem Kollegen Ebelingk in einen fachlichen Disput, der in einer langwierigen Feindschaft zu seinem Padua Kommilitonen Dr. Bernhard Langwedel mündete und von zahlreichen Streit- und Schmähschriften begleitet wird. Im Wesentlichen ging es jedoch hierbei um Rangfolgen die Laurentius, nicht unüblich, aus dem Promotionszeitpunkt ableitete, Langwedel jedoch, der bereits länger in Hamburg praktizierte, hierin begründen wollte. Ursächlich unmittelbar aus dem Streit heraus verließ Laurentius 1636 bis 1638 Hamburg für zwei Jahre. In der Zwischenzeit hatte der Hamburger Senat in einem Dekret festgelegt, das der Rangfolge nach dem Promotionsdatum Rechnung zu tragen ist. Der Streit der Kontrahenten nahm mit dieser Regelung jedoch kein Ende, sondern wurde spätestens ab dem Jahr 1647 über Plagiatsvorwürfe gegen Langwedel fortgesetzt. Erst im Jahre 1648, als Laurentius Leibarzt der Kronprinzessin von Dänemark wurde, legte sich der Streit. Nach der Wiedervermählung der verwitweten Kronprinzessin wurde Laurentius Leibarzt von König Friedrich III. Nachdem er 1663 seinen Abschied genommen hatte, lebte er bis zu seinem Tod als Privatmann in Lübeck.

## Werke (Auswahl)
- Defensio venæsectionis. Hamburg 1647
- Monochordum Foresio-Lygaeo-Langwedelianum. 1648
- Liecht und Recht oder warhafftige Ehrenrettung der unwarhafftigen Apologiae Bernhardi Langwedels Med. D. entgegen gesetzet. 1651
- Exercitationes in nonnullos minus absolute veros Hippocratis Aphorismos. Hamburg 1653 (Digitalisat)
- Defensio exercitationum medicarum. Lübeck 1666
- Erörterung der Scorbutischen Krankheit einer Dame. 1668